# 恩尼格洛
恩尼格洛（德語：Ennigerloh，發音：[ˈɛnɪɡɐˌloː] ⓘ）是德国北莱茵-威斯特法伦州明斯特行政区瓦伦多夫县的城市，面积125.56平方千米，2023年12月31日人口为19,812人。

## 友好城市
- 法國 莱赛（1987年）
- 德国 埃格辛（1990年）
- 斯洛維尼亞 卡姆尼克（1992年）